# Cercopoidea
Cercopoidea è una superfamiglia cosmopolita di insetti dell'Ordine dei Rincoti Omotteri. Le forme giovanili sono comunemente chiamate sputacchine, per la caratteristica massa schiumosa all'interno della quale vivono.

## Sistematica
La superfamiglia, largamente distribuita nel mondo, si suddivide in cinque famiglie:
- Aphrophoridae, con circa 780 specie ripartite in 151 generi;
- Cercopidae, con circa 1350 specie ripartite in 142 generi;
- Clastopteridae, con circa 80 specie ripartite fra 2 generi;
- Epipygidae, con 4 specie ripartite fra 3 generi;
- Machaerotidae, con circa 100 specie ripartite fra 31 generi.

Di queste, le famiglie più numerose e rappresentative sono Aphrophoridae e Cercopidae, cosmopolite, rappresentate anche in Europa. Le altre famiglie sono invece rappresentate prevalentemente nelle regioni tropicali e sono assenti in Europa.
La suddivisione sistematica della superfamiglia è tuttavia controversa: HAMILTON  fa convergere gli Aphrophoridae all'interno della famiglia dei Cercopidae e i Machaerotidae all'interno della famiglia dei Clastopteridae. Secondo lo schema alternativo di Hamilton sarebbe il seguente:
- Cercopidae
  - Aphrophorinae
  - Cercopinae
- Clastopteridae
  - Clastopterinae
  - Machaerotinae
- Epipygidae

## Descrizione
I Cercopoidei hanno corpo di dimensioni medie o piccole, dal profilo ovoidale e dalla livrea a volte vistosa per i colori vivaci. Si distinguono più facilmente dagli altri Auchenorrinchi per la morfologia del capo, del pronoto e delle zampe posteriori.
Il capo è relativamente piccolo, con area frontale convessa e pronunciata, separata da distintamente dal vertice da una sutura e carenata trasversalmente. A differenza dei Cicadoidei, i Cercopoidei sono provvisti di due soli ocelli. Le antenne sono brevi e sottili, inserite davanti agli occhi. Nei Clastopteridae e nei Machaerotidae, i segmenti basali sono infossati in cavità relativamente profonde, risultando nascosti alla vista dorsale. Gli occhi sono relativamente grandi e disposti alle estremità laterali del capo come in tutti i Cicadomorfi. Negli Epipygidae sono proiettati all'indietro fino a sovrastare le estremità laterali del pronoto e arrivare quasi a toccare l'inserzione delle ali anteriori.
Il torace presenta un particolare sviluppo del pronoto, dal profilo esagonale o trapezoidale. La conformazione del pronoto e del mesonoto è un importante elemento morfologico di differenziazione fra le famiglie. In quasi tutte le famiglie il margine anteriore è convesso, a volte angolato, sovrastando il vertice del capo fino a incunearsi, alla vista dorsale, fra gli occhi. Fanno eccezione i Cercopidae, nei quali il margine anteriore del pronoto è sostanzialmente rettilineo. Il margine posteriore è invece convesso in tutte le famiglie; negli Aphrophoridae, nei Clastopterigidae e nei Machaerotidae, in corrispondenza del limite con il mesonoto, subisce una rientranza in avanti, assumendo nel complesso una conformazione a W alla vista dorsale; nei Cercopidae e negli Epipygidae questa rientranza non si presenta, perciò il margine posteriore forma un profilo vagamente trapezoidale o conformato a U larga.
Il mesonoto è poco sviluppato e di esso appare solo lo scutello, di forma triangolare, marcatamente più breve delle tegmine. Alla vista dorsale, perciò la commessura fra i margini posteriori delle tegmine, ripiegate a tetto, forma una linea che decorre posteriormente dal vertice posteriore dello scutello. Fanno eccezione i Machaerotidae: in questa famiglia, infatti, il mesonoto si restringe prolungandosi posteriormente in modo più o meno marcato, spesso formando un processo posteriore che si eleva sovrastando in parte le tegmine e l'addome. Questa conformazione può far confondere i Machaerotidae con i Membracidae (superfamiglia dei Membracoidea). In questi ultimi però, lo sviluppo ipertelico del tergite interessa il pronoto e non il mesonoto.
Le ali anteriori sono ben sviluppate e più lunghe dell'addome, interamente sclerificate e differenziate perciò in tegmine. Come nei Fulgoroidei si distingue una regione posteriore, detta clavo, separata dal resto dell'ala da una sutura. In fase di riposo le tegmine si ripiegano a tetto e i due clavi hanno una disposizione tale da simulare una V che circoscrive il mesonoto. Nei Machaerotidae è presente, dopo il clavo, un'espansione detta appendice, che resta esterna rispetto alla vena marginale.
Le zampe posteriori sono di tipo saltatorio. Le tibie posteriori sono relativamente brevi, presentano uno o due spine sul margine esterno e terminano all'apice con un'espansione ornata da una corona formata da una o due serie di spine, detta pettine.
Le femmine sono dotate di ovopositore.

## Etologia degli stadi giovanili

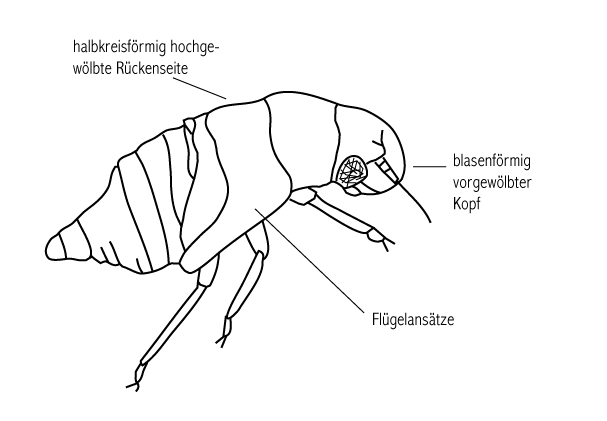
Stadio giovanile di cercopoideo.

Gli stadi giovanili della maggior parte dei Cercopoidei hanno un curioso comportamento, producendo una massa schiumosa stabile, simile alla saliva di uno sputo, che li avvolge completamente isolandoli e proteggendoli dall'esterno. Il meccanismo di produzione della schiuma fu descritto dettagliatamente, nel 1930, da VIGNON. Gli urotergiti degli stadi giovanili sono espansi lateralmente; queste espansioni si ripiegano verso il basso fino a incontrarsi reciprocamente sulla faccia ventrale dell'addome. In questo modo si forma una doccia esterna, sotto l'addome, che si estende dall'estremità caudale fino al torace. Con opportuni movimenti alternativi dell'addome, l'insetto insuffla aria negli escrementi liquidi, emessi a goccioline, e fa defluire il tutto attraverso questa doccia in senso postero-anteriore, producendo la schiuma sotto forma di bolle stabili. Gli stadi giovanili degli Epipygidae sono poco conosciuti e si ritiene che in questa famiglia non si produca la massa schiumosa. Le neanidi degli Epipygidae, perciò, condurrebbero vita all'aperto.

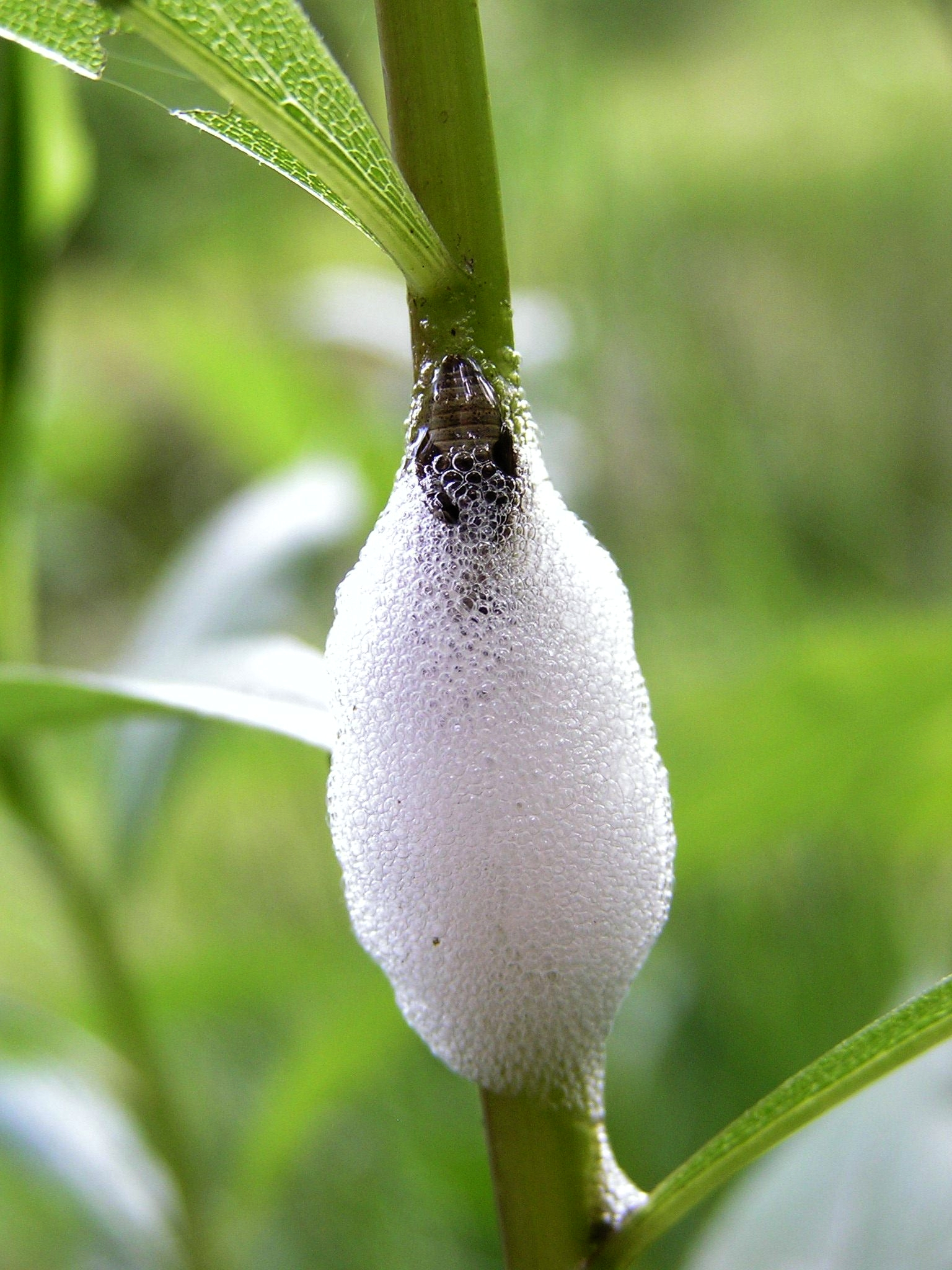
Neanide di cercopoideo (Aphrophoridae) seminascosta dalla schiuma.

La funzione di questa massa schiumosa è quella di nascondere neanidi e ninfe alla vista dei predatori e, soprattutto, creare un microclima ideale che ostacola l'evaporazione: sembra infatti che la temperatura, all'interno della massa schiumosa, si mantenga stabilmente entro gli 8-10 °C anche in condizioni di esposizione al sole.
Pur essendo un comportamento comune a quasi tutti i Cercopoidei, la funzione della schiuma è di primaria importanza per le forme giovanili degli Aphrophoridae. Queste, infatti, vivono all'aperto, sulla parte aerea delle piante ospiti, esposte all'aria e ai loro predatori. Al contrario, le forme giovanili dei Cercopidae, vivono nel terreno, a spese delle radici di piante erbacee, mentre quelle dei Machaerotidae vivono all'interno di gusci calcarei conico-cilindrici, fissati agli steli delle piante ospiti.
La massa schiumosa spiega il nome comune attribuito ai Cercopoidei. In italiano si usa per estensione il nome comune di sputacchine per indicare sia i Cercopidae sia gli Aphrophoridae; in realtà le sputacchine sensu stricto dovrebbero essere gli stadi giovanili degli Aphrophoridae, detti anche vere sputacchine, in quanto sono gli unici che vivono sulla parte aerea delle piante mettendo in evidenza questo comportamento. In inglese il nome comune discerne nettamente fra le tre famiglie: i Cercopidae sono chiamati froghopper (letteralmente "rana saltatrice"), facendo riferimento al modo di muoversi degli adulti; gli Aphrophoridae sono chiamati spittlebug (letteralmente "insetto sputo") e i Machaerotidae tube spittlebug (letteralmente "insetto sputo dal tubo"), facendo riferimento all'etologia degli stadi giovanili delle forme giovanili di queste famiglie.

## Alimentazione

Schema della camera filtrante dei Cercopidi. 1: stomodeo; 2: valvola cardiaca; 3, 6, 8: mesentero; 4: camera filtrante; 5: membrana peritoneale; 7: tubi malpighiani; 9: proctodeo; 10: retto.

A differenza della maggior parte dei Rincoti, i Cercopoidei si nutrono succhiando la linfa ascendente dallo xilema; questo comportamento, riscontrato anche nei Cicadellidae, ha molteplici riflessi, non tutti ben conosciuti, sulla fisiologia dell'insetto, sulle endosimbiosi, sulle associazioni fitomizo-ospite, sull'etologia e, infine, sulla fitopatologia.
La nutrizione xilematica permette a questi insetti di sfruttare il flusso ascendente dell'amido dagli organi di riserva a quelli bersaglio (come apici vegetativi e frutti in accrescimento) e con l'assunzione di azoto in forma amminoacidica proveniente dall'azotofissazione simbiontica. Molti Cercopoidei sono infatti associati spesso a piante della famiglia delle Leguminose (generalità degli Aphrophoridae) e ad alberi di specie actinorriziche (Aphrophora sp. e molti Clastopteridae). Un'interessante prospettiva segnalata da THOMPSON (1994) è quella di sfruttare i Cercopoidei associati alle piante actinorriziche come indicatori biologici dell'azotofissazione simbiontica di tipo non rizobico.
Lo scompenso nutritivo, causato dall'assunzione della linfa, richiede l'assimilazione di notevoli quantitativi di alimento e, conseguentemente, da un lato l'eliminazione di notevoli quantitativi di liquido e da un altro la presenza di endosimbiosi con microrganismi in grado di compensare lo sbilancio nutritivo. Queste esigenze si concretizzano con lo sviluppo di un sistema anatomo-fisiologico di filtraggio, rappresentato dalla camera filtrante, e con un meccanismo di riproduzione che permette la trasmissione ereditaria dei simbionti alla discendenza. La camera filtrante dei Cercopoidei è spesso citata dagli Autori come modello rappresentativo di questo sofisticato sistema bypass. Non meno importante è l'evoluzione di endosimbiosi specifiche e complesse, che comunque si collocano nell'ambito del complesso quadro che riguarda la generalità degli Auchenorrinchi.
Aspetto di particolare importanza, nell'ambito della patologia vegetale, è la potenziale pericolosità dei Cercopoidei come vettori di microrganismi fitopatogeni che si insediano nello xilema. La letteratura cita frequentemente il caso del batterio Xylella fastidiosa. Questo patogeno è l'agente eziologico della Malattia di Pierce, una batteriosi che si manifesta con sintomatologie completamente differenti in varie piante: ad esempio, nella vite provoca un mosaico fogliare e l'accorciamento degli internodi dei tralci, mentre nell'erba medica provoca un nanismo. Particolare oggetto di indagini è la dinamica con cui la malattia si diffonde nei vigneti e lo studio dei potenziali o accertati vettori, che appartengono alla famiglia dei Cicadellidae e quelle dei Cercopidae, degli Aphrophoridae e dei Clastopteridae.